# Les Constructeurs, état définitif
Les Constructeurs, état définitif est une peinture à l'huile faite par l'artiste français Fernand Léger, réalisée en 1953

## Historique
Elle a été créée en 1950, l'œuvre est conservée au Musée national Fernand-Léger de Biot, France.

## Description
Dans  un entrelacs de poutrelles colorées, des hommes au travail soutiennent des barres de fer, l'un déhanché, chemine sur une échelle, un autre chevauche l'appareillage monstrueux des échafaudages sur un ciel bleu empreint de quelques nuages. Une branche morte se trouve sous les pieds des quatre hommes au premier plan.

## Analyse
Ce tableau affiche de haut en bas, dans des proportions présentes linéaires et plats, même si parfois présentés dans des axes obliques, ne viennent jamais compromettre cet équilibre frontal de l'ensemble. À cent, constituant un réseau aérien de plateformes et de marches défiant les hauteurs. Nulle idée de la hauteur globale de l'édifice qui se construit devant nos yeux, seule certitude : la hauteur est telle que nulle autre construction n’apparaît au loin, seuls les nuages nous accompagnent.
L'échafaudage est donc largement entamé, l'effet de hors cadre est total et le prolongement est sans aucun doute réalisable dans toutes les directions simultané.
L'effet de réalité n'est pas pour autant un objectif flagrant de cette œuvre tant les figures humaines dans leur traitement plastique et les parties du décor dans lequel elles évoluent établissent une distance avec la mimesis (art d'imitation)